# Witness (álbum de Katy Perry)
Witness é o quinto álbum de estúdio da cantora estadunidense Katy Perry, lançado em 9 de junho de 2017 através da Capitol Records. Para o projeto, Perry trabalhou com múltiplos produtores, incluindo Jeff Bhasker, Mark Crew, Duke Dumont, Jack Garratt, Oscar Holter, Illangelo, Ilya, Max Martin, Ali Payami e Shellback. Witness é um álbum electropop que mergulha nos gêneros dance e EDM, com letras sobre emponderamento e feminismo. Perry o descreveu como um álbum de "liberação" e de "pop com propósito".
O álbum gerou cinco singles, três dos quais precederam o lançamento do álbum e um alcançou o top dez da Billboard Hot 100: O carro-chefe, "Chained to the Rhythm", com participação de Skip Marley, alcançou a quarta posição da Hot 100. "Bon Appétit", em parceira com Migos, atingiu a 59ª posição, enquanto "Swish Swish", colaboração com Nicki Minaj, alcançou a 46ª colocação. "Save as Draft" e "Hey Hey Hey" foram lançadas como singles subsequentes em 26 de junho de 2017 e 12 de janeiro de 2018, respectivamente, com "Hey Hey Hey" recebendo um videoclipe. Para apoiar o lançamento do álbum, Perry se transmitiu em uma transmissão ao vivo de quatro dias no YouTube, intitulada Katy Perry Live: Witness World Wide. Após o lançamento, os críticos ficaram divididos em relação ao álbum. Alguns criticaram a produção e o lirismo, enquanto outros elogiaram a natureza pessoal do álbum e elogiaram algumas faixas.
Vendendo 180.000 unidades em sua primeira semana, Witness estreou no topo da Billboard 200, tornando-se o terceiro álbum número um de Perry nos Estados Unidos. O álbum também alcançou o topo das tabelas do Canadá e Espanha, ao passo que atingiu a segunda posição na Austrália, Coréia do Sul, México e Nova Zelândia e o top cinco e outros nove territórios. Para promover o álbum, Perry embarcou na sua quarta turnê, Witness: The Tour. Antes do lançamento do álbum, faziam quatro anos que Perry não lançava material inédito, com exceção da canção oficial dos Jogos Olímpicos de Verão de 2016, "Rise". Depois de lançar Prism (2013) e fazer uma turnê em 2014–2015, Perry entrou em um hiato para proteger sua saúde mental e retornar novamente. Perry decidiu abandonar sua personalidade no palco e abraçar sua autoproclamada personalidade autêntica como Katheryn Hudson, seu nome verdadeiro. Como resultado, ela retirou seu cabelo longo e escuro para um corte curto e adotou sua cor loira natural.

## Antecedentes e desenvolvimento
O quarto álbum de Perry, intitulado Prism, foi lançado em outubro de 2013. O produto foi bem recebido criticamente, conquistando uma média de 61 pontos no agregador Metacritic e uma indicação ao Grammy Award de Best Pop Vocal Album na edição de 2015 da premiação, e comercialmente, estreando no topo da Billboard 200 com 286 mil unidades adquiridas e finalizando 2013 como o sexto mais vendido em âmbito global, vindo a comercializar mais de quatro milhões de cópias até agosto de 2015. Para a sua divulgação, foram lançados singles como "Roar" e "Dark Horse", que obtiveram sucesso comercial, atingindo o topo da Billboard Hot 100, além da turnê The Prismatic World Tour; iniciada em maio de 2014 e concluída em outubro de 2015, arrecadou US$ 160,293,758 e teve um total de 1,515,864 ingressos vendidos em 151 shows, tornando-se a mais bem sucedida da cantora, além de receber o prêmio de Top Package nos Billboard Touring Awards e ser registrada no vídeo The Prismatic World Tour Live, filmado nos concertos realizados em 12 e 13 de dezembro de 2014 na Allphones Arena.
Após os términos das atividades promocionais de Prism, Perry comentou ao The New York Times que estava na "fase de pesquisa e desenvolvimento" de um novo álbum. Ela decidiu fazer um hiato após o término da turnê para "dar um descanso à minha saúde mental", antes de começar o processo de composição e gravação de novas faixas em junho seguinte. A intérprete sentiu-se "refrescada" após este período, tendo mais de 40 faixas "em progresso" antes do final de 2016. Em julho daquele ano, Perry lançou "Rise" como música-tema para a cobertura da NBC Sports dos Jogos Olímpicos de Verão de 2016; segundo a cantora, ela decidiu lançá-la como uma faixa independente em vez de incluí-la em um disco "porque agora, mais do que nunca, há uma necessidade do nosso mundo de se unir". A National Broadcasting Company (NBC) também sentiu que a mensagem "falava diretamente ao espírito das Olimpíadas e seus atletas" devido aos seus temas inspiradores. No mês seguinte, Perry declarou estar focada em fazer material "que conecte, se relacione e inspire" e disse ao radialista Ryan Seacrest que não estava "apressando" o seu novo álbum, acrescentando: "Eu apenas estou me divertindo muito, mas também experimentando e tentando diferentes produtores, colaboradores e estilos". Ainda em agosto, Swae Lee, da dupla Rae Sremmurd, revelou ter escrito uma faixa para Perry em entrevista para a Complex, descrevendo-a como "incrível".
Em outubro seguinte, a artista revelou em seu Twitter que estava trabalhando com os produtores suecos Max Martin — colaborador frequente, com quem trabalha desde One of the Boys (2008) — e Shellback para o disco. Em fevereiro de 2017, no tapete vermelhos dos Grammy Awards, Perry revelou o título de uma nova faixa, "Bon Appétit", descrevendo-a como uma música "bastante sexual" que era parte de "algo do bom e velho material de Katy Perry que vocês tanto amam", completando que o CD lhe representou "uma era definitivamente nova" de "pop com propósito" da qual sentiu-se orgulhosa. Ao final daquele mês, ela disse para a rádio Capital FM que tinha "algo rodando, mas quero lançar algumas músicas primeiro antes de lhes dar a refeição completa". Em março, o produtor Mike Will Made It revelou ao programa radiofônico The Breakfast Club ter trabalhado em algumas músicas com Perry, "apenas curtindo". No mês de maio, a musicista disse para a revista Entertainment Weekly que o álbum incluiria 15 das 40 músicas compostas, definindo o produto como "divertido, dançante, obscuro e iluminado". Tanto antes quanto durante o processo de gravação do disco, uma série de faixas foram reveladas em portais de compositores como o da American Society of Composers, Authors and Publishers (ASCAP), incluindo "Victory", "She's So Creepy", "Last Cry", "North Star", "Crocodile Tears", "In Flames" e "Heartache Crushable".

## Crítica profissional
O portal Metacritic, com base em dezenove análises recolhidas, concedeu a Witness uma média de 53 pontos, em um escala que vai até cem, indicando "análises mistas ou medianas".

## Divulgação

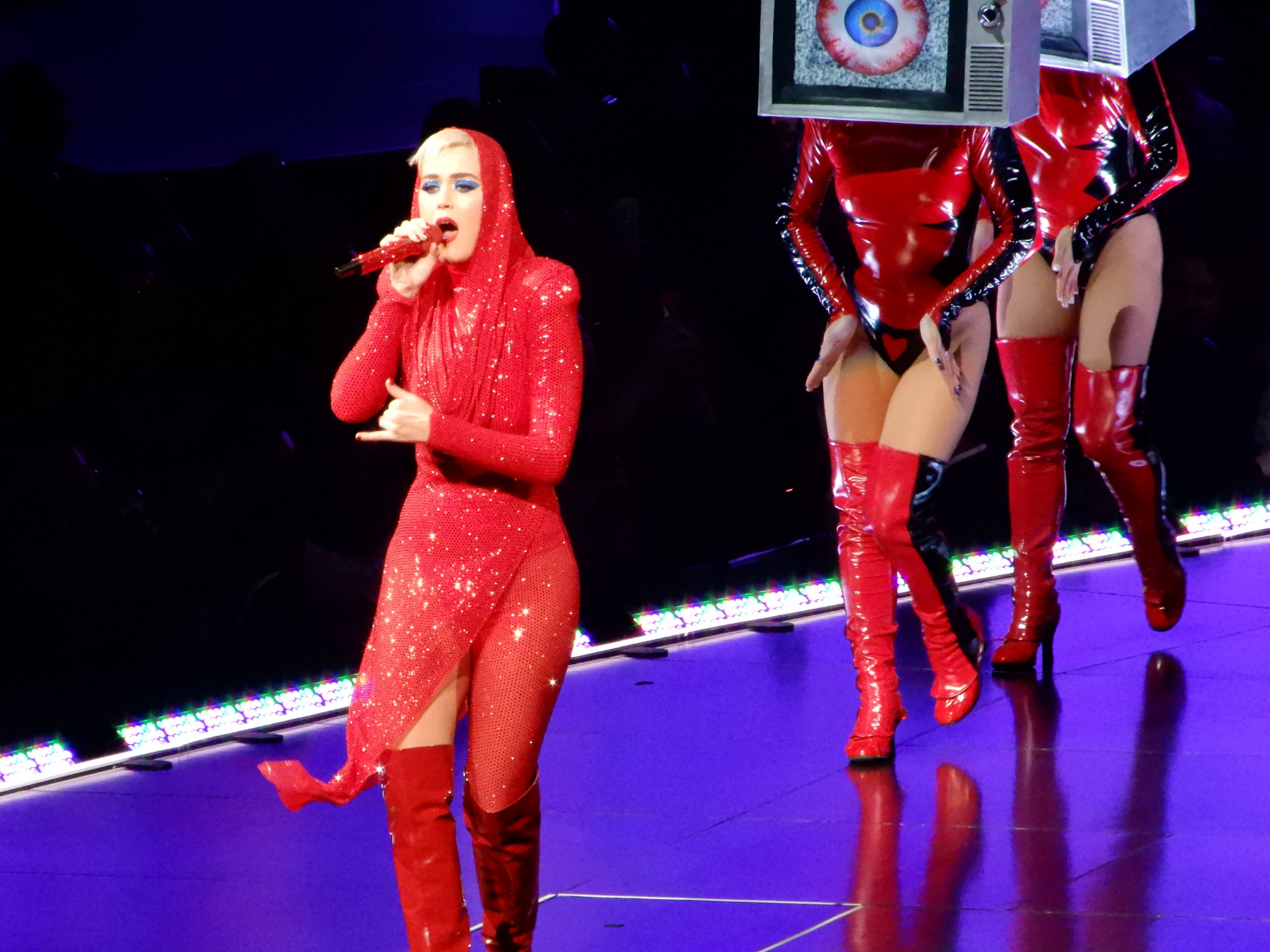
Katy apresentando "Chained to the Rhythm" durante a Witness: The Tour.

Em 8 de fevereiro de 2017, numa campanha global para o seu novo single "Chained to the Rhythm", Perry divulgou uma página contendo um mapa onde estavam espalhadas bolas de discoteca, as quais foram caçadas por fãs e tiveram seu tesouro compartilhado, como parte de um novo impulso promocional. No dia do lançamento da canção, o serviço de streaming Spotify anunciou uma campanha para promover o lançamento do álbum, previsto para ocorrer no verão daquele ano. A primeira performance ao vivo de "Chained to the Rhythm" ocorreu nos Grammy Awards de 2017, na qual foram incorporados temas políticos e terminou com Perry e Marley em frente à constituição dos Estados Unidos, com a frase "Sem ódio" ("No hate") sendo iluminada. Na semana seguinte, eles a interpretaram nos Brit Awards, com dois esqueletos reminiscentes ao presidente dos Estados Unidos, Donald Trump, e a primeira-ministra do Reino Unido, Theresa May. Os artistas cantaram a faixa novamente nos iHeartRadio Music Awards em 5 de março de 2017, na qual Perry foi rodeada por crianças e finalizou colocando-se em uma roda de hamster gigante. O lançamento de "Bon Appétit" foi precedido pelo envio de uma receita de torta de cereja aos fãs de Perry, que mostraram as receitas completas em suas redes sociais e receberam comentários da própria cantora. No dia do lançamento da música, ela distribuiu tortas em um caminhão na Times Square e gravou uma receita de torta de cereja para o Tasty, canal de receitas do BuzzFeed no Facebook.

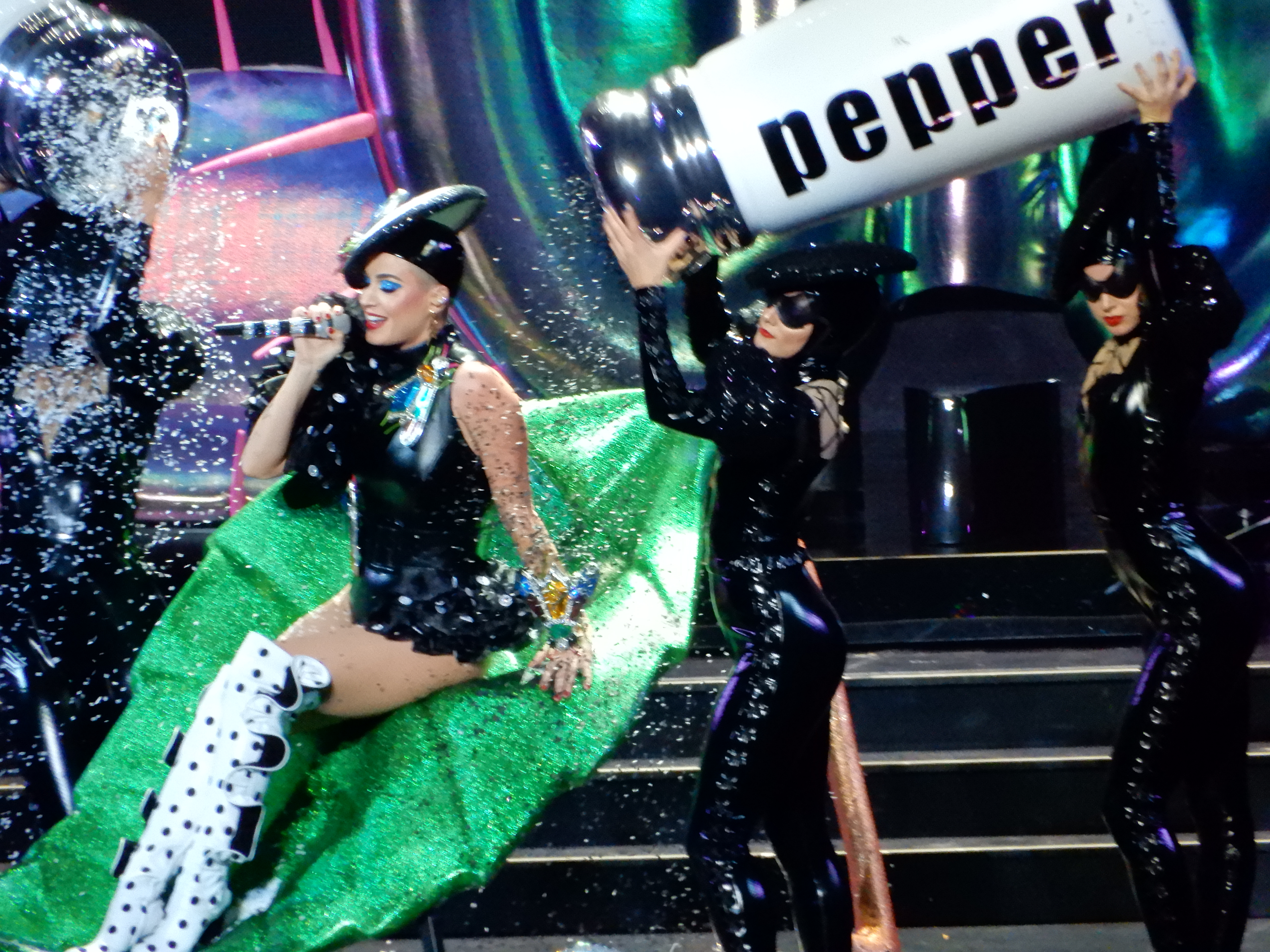
Perry e suas dançarinas durante a performance de "Bon Appétit" na Witness: The Tour.

A intérprete compareceu ao Met Gala de 2017 e interpretou "Chained to the Rhythm", "Dark Horse" e "Firework", realizando a primeira performance de "Bon Appétit" com o trio Migos. A Vogue selecionou a apresentação como um destaque do evento, escrevendo que a performance foi onde "as coisas estavam realmente acontecendo". No dia seguinte ao Met Gala, Perry cantou "Chained to the Rhythm" e "Bon Appétit" em um evento promovido pelo Google realizado no Javits Center, em Nova Iorque. Na ocasião, o YouTube divulgou que, um dia antes do lançamento do disco, seria realizado no portal um especial de audição ao vivo do projeto, intitulado Katy Perry Live Special, onde o público seria levado para "dentro do mundo" da cantora. Posteriormente, a intérprete revelou que realizaria um concerto acústico em seu canal no YouTube, com a presença de um grupo seleto de fãs, dando início a uma contagem regressiva antecipando o lançamento do disco. Uma transmissão ao vivo no portal foi iniciada após o término do concerto; intitulada Katy Perry: Witness World Wide, foi realizada a partir de uma casa com 41 câmeras e nove quartos, acompanhando as ações de Perry ao longo do dia — em um estilo semelhante ao do programa Big Brother —, e terminará na segunda-feira, 12 de junho, com um show ao vivo. A Billboard anunciou Sia, RuPaul, James Corden e Caitlyn Jenner como alguns dos convidados do evento.
Perry participou do festival Wango Tango, promovido pela rádio Kiss FM e realizado no StubHub Center em Carson, Califórnia, no qual apresentou um repertório similar ao do Met Gala, com a adição de "Unconditionally". A cantora foi anunciada como uma das atrações de dois dos maiores festivais da Inglaterra: o Glastonbury, realizado no Worthy Farm em junho, e o BBC Radio 1's Big Weekend, realizado no Burton Constable Hall em maio. Ela também fez uma performance intimista no pub londrino The Water Rats, onde realizou sua primeira apresentação no Reino Unido. A cantora participou da edição de 16 de maio de 2017 do The Ellen DeGeneres Show e concedeu uma entrevista ao The Tonight Show Starring Jimmy Fallon três dias depois. No dia 20, Perry serviu como a atração musical do final da 42ª temporada do humorístico Saturday Night Live, onde interpretou "Swish Swish" e "Bon Appétit". Na primeira performance, usando um figurino "bizarro" e acompanhada por uma criança fazendo uma frenética dança com as mãos e drag queens da cena noturna de Nova Iorque, que se revezavam sobre o palco, ela fez referência aos bailes típicos da cultura drag estadunidense. Já na segunda, Perry apresentou-se em uma mesa sendo servida como comida — reminiscente ao vídeo musical. A intérprete também participou do quadro "Carpool Karaoke", do The Late Late Show with James Corden, no dia 22. Perry foi anunciada como convidada do Today de 12 de junho de 2017, e realizou também uma participação no The F Word dois dias depois. No dia 2 de julho, foi divulgado o lançamento de um lyric video para "Swish Swish", com a participação da cantora brasileira Gretchen. Uma prévia da gravação foi exibida no programa Vídeo Show, da Rede Globo, com o produto final sendo lançado na Vevo de Perry momentos depois. O vídeo apresenta Gretchen dançando em um cenário similar a uma quadra de basquete, enquanto canta trechos da letra. Gravado em Salvador, foi dirigido pelo empresário de Perry, que analisava por mensagens instantâneas o que poderia ser feito. A recepção da participação foi bastante positiva por vários portais internacionais, que intitularam Gretchen como "rainha dos gifs".

### Witness: The Tour
Perry anunciou uma turnê em divulgação à Witness em 15 de maio de 2017, dia no qual também revelou a data de lançamento e o título do CD. A digressão, intitulada Witness: The Tour, teve início em 7 de setembro de 2017 no Schosttein Center em Columbus, Ohio, Estados Unidos, e está prevista para concluir em 21 de agosto de 2018 na Spark Arena, em Auckland, Nova Zelândia. Uma cópia do álbum vem acompanhada dos ingressos comprados, com um dólar de cada bilhete sendo revertido para a Boys & Girls Club of America e fãs tendo a oportunidade de ganharem ingressos gratuitamente se ajudarem a organização via Global Citizen. O palco dos shows foi concebido por Es Devlin, conhecida por seus trabalhos prévios em digressões bem sucedidas como a The Formation World Tour (2016), de Beyoncé, e a Progress Live (2011), do grupo Take That, e inclui o palco principal em formato circular, uma passarela curva e uma seção intitulada "GA Pit".

## Lista de faixas
A lista de faixas do álbum foi revelada em 2 de junho de 2017, através de postagem no perfil de Perry no Twitter.
| N.º            | Título                                    | Compositor(es)                                                                                  | Produtor(es)                                                        | Duração |  |
| 1.             | "Witness"                                 | Katy Perry, Max Martin, Savan Kotecha, Ali Payami                                               | Martin, Payami                                                      | 4:10    |  |
| 2.             | "Hey Hey Hey"                             | Perry, Martin, Sia Furler, Payami, Sarah Hudson                                                 | Martin, Payami                                                      | 3:34    |  |
| 3.             | "Roulette"                                | Perry, Martin, Shellback, Payami, Ferras Alqaisi                                                | Martin, Shellback, Payami                                           | 4:18    |  |
| 4.             | "Swish Swish" (com Nicki Minaj)           | Perry, Onika Maraj, Adam Dyment, Sarah Hudson, Brittany Hazzard                                 | Duke Dumont, PJ "Promnite" Sledge[A], Noah "Malibox" Passovoy[A][B] | 4:02    |  |
| 5.             | "Déjà Vu"                                 | Perry, Hayden James, Alqaisi, Thomas Stell                                                      | James, Passovoy[B]                                                  | 3:17    |  |
| 6.             | "Power"                                   | Perry, Jack Garratt                                                                             | Garratt, Passovoy[B]                                                | 3:46    |  |
| 7.             | "Mind Maze"                               | Perry, Hudson, Corin Roddick, Megan James                                                       | Roddick[C], Rachael Findlen[B]                                      | 4:08    |  |
| 8.             | "Miss You More"                           | Perry, Hudson, Roddick, M. James                                                                | Payami[D], Roddick[C], Martin[B], Findlen[B], Peter Karlsson[E]     | 3:54    |  |
| 9.             | "Chained to the Rhythm" (com Skip Marley) | Perry, Martin, Furler, Payami, Skip Marley                                                      | Martin, Payami                                                      | 3:57    |  |
| 10.            | "Tsunami"                                 | Perry, Michael Williams, Marcus Bell, Hudson, Mia Moretti                                       | Mike Will Made-It, Scooly, Passovoy[A][B]                           | 3:23    |  |
| 11.            | "Bon Appétit" (com Migos)                 | Perry, Quavious Marshall, Kirshnik Ball, Kiari Cephus, Martin, Shellback, Oscar Holter, Alqaisi | Martin, Shellback, Holter                                           | 3:47    |  |
| 12.            | "Bigger Than Me"                          | Perry, Hudson, Roddick, M. James                                                                | Holter, Roddick[C], Findlen[B]                                      | 4:00    |  |
| 13.            | "Save as Draft"                           | Perry, Noonie Bao, Dijon McFarlane, Nicholas Audino, Lewis Hughes, Elof Loelv                   | Loelv, Martin[B]                                                    | 3:48    |  |
| 14.            | "Pendulum"                                | Perry, Jeff Bhasker, Hudson                                                                     | Bhakser, Illangelo[A], Passovoy[B]                                  | 4:00    |  |
| 15.            | "Into Me You See"                         | Perry, Joe Goddard, Alexis Taylor, Alqaisi                                                      | Dustin O'Halloran                                                   | 4:24    |  |
| Duração total: | Duração total:                            | Duração total:                                                                                  | Duração total:                                                      | 57:28   |  |

| Faixas bônus da edição deluxe da Target e japonesa |                        |                                      |                                     |         |  |
| N.º                                                | Título                 | Compositor(es)                       | Produtor(es)                        | Duração |  |
| 16.                                                | "Dance with the Devil" | Perry, Felix Snow, Hudson            | Snow, Passovoy[B]                   | 3:41    |  |
| 17.                                                | "Act My Age"           | Perry, Tinashe Fazarkeley, Mark Crew | Illya, Rationale, Crew, Passovoy[B] | 3:49    |  |
| Duração total:                                     | Duração total:         | Duração total:                       | Duração total:                      | 64:18   |  |

| DVD bônus da edição deluxe limitada do Japão |                                                                 |                |         |  |
| N.º                                          | Título                                                          | Diretor        | Duração |  |
| 1.                                           | "Chained to the Rhythm" (vídeo musical)                         | Matthew Cullen | 4:01    |  |
| 2.                                           | "Chained to the Rhythm" (bastidores do vídeo musical) (parte 1) | Possum Hill    | 5:50    |  |
| 3.                                           | "Chained to the Rhythm" (bastidores do vídeo musical) (parte 2) | Hill           | 4:36    |  |

Notas
A  - denota produtores adicionais
B  - denota produtores vocais
C  - denota produtores principais e produtores vocais
D  - denota produtores principais e produtores vocais adicionais
E  - denota produtores vocais adicionais
Créditos de demonstração
- "Power" contém demonstrações de "Being with You", escrita e interpretada por Smokey Robinson.
- "Swish Swish" interpola "I Got Deep", escrita e interpretada por Roland Clark.

## Desempenho nas tabelas musicais
| Tabela musical (2017)                            | Melhor posição |
| ------------------------------------------------ | -------------- |
| Alemanha (Media Control Charts)                  | 10             |
| Argentina (CAPIF Albums Chart)                   | 6              |
| Austrália (ARIA Charts)                          | 2              |
| Bélgica (Ultratop 50 de Flandres)                | 8              |
| Bélgica (Ultratop 40 da Valônia)                 | 4              |
| Coreia do Sul (Gaon Music Chart)                 | 2              |
| Escócia (The Official Charts Company)            | 7              |
| Estados Unidos (Billboard 200)                   | 1              |
| Irlanda (Irish Recorded Music Association)       | 5              |
| Itália (Federazione Industria Musicale Italiana) | 6              |
| Japão (Oricon)                                   | 22             |
| Noruega (VG-lista)                               | 5              |
| Nova Zelândia (NZ Top 40 Albums)                 | 2              |
| Países Baixos (MegaCharts)                       | 8              |
| Reino Unido (UK Albums Chart)                    | 6              |
| Suécia (Sverigetopplistan)                       | 7              |

| País (Empresa)             | Certificação |
| -------------------------- | ------------ |
| Áustria (IFPI Austria)     | Ouro         |
| Brasil (Pro-Música Brasil) | Platina      |